# Balloon Dog
Balloon Dogs est une sculpture monumentale de l'artiste américain Jeff Koons représentant un chien sculpté à partir d'un ballon. Il existe différentes versions de cette sculpture en acier inoxydable. Réalisées entre 1994 et 2000, elles présentent chacune une couleur différente : bleu, magenta, jaune, orange et rouge.
Cette sculpture est exposée à la bourse de commerce de Paris.

## Record
Cette sculpture a obtenu le record de la sculpture la plus coûteuse d'un artiste vivant.
En effet, le 13 novembre 2013, Balloon Dog s'est vendue 58,4 millions $, chez Christie's, à New York.

## Autre série du même artiste
Koons continue également de réaliser des versions miniatures originales des Balloon Dogs. Le 16 février 2023, l'une d'elles, une version en verre de quelques dizaines de centimètres de hauts du chien bleu, est accidentellement détruite par une visiteuse lors d’un vernissage privé à Art Wynwood à Miami.